# Vojtech Masný
Vojtech Masný (né le 8 juillet 1938 à Chynorany) est un footballeur international tchécoslovaque. Il participe aux Jeux olympiques d'été de 1964, remportant la médaille d'argent avec la Tchécoslovaquie.

## Biographie

### En club
Vojtech Masný joue en Tchécoslovaquie et en Autriche. Il évolue en faveur du Jednota Trenčín puis du First Vienna FC.
Il dispute 86 matchs en première division autrichienne, inscrivant 27 buts. Il inscrit 20 buts en Nationalliga lors de la saison 1970-1971, ce qui constitue sa meilleure performance. Le 8 mai 1971, il est l'auteur d'un quadruplé lors d'un match contre l'Admira Wien.

### En équipe nationale
Vojtech Masný reçoit neuf sélections en équipe de Tchécoslovaquie entre 1964 et 1967, inscrivant trois buts.
Il joue son premier match en équipe nationale le 29 avril 1964, en amical contre l'Allemagne de l'Est (défaite 3-4 à Ludwigshafen). Il inscrit son premier but le 17 mai 1964, en amical contre la Yougoslavie (défaite 2-3 à Prague).
Il marque son deuxième but le 12 juin 1966, en amical contre le Brésil (défaite 2-1 à Rio de Janeiro). Il inscrit son dernier but le 21 mai 1967, contre l'Irlande. Ce match gagné 2-0 à Dublin rentre dans le cadre des éliminatoires de l'Euro 1968. Il joue son dernier match le 15 novembre 1967, contre la Turquie (match nul et vierge à Ankara lors des éliminatoires de l'Euro 1968).
Il participe avec la sélection olympique aux Jeux olympiques d'été de 1964 organisés à Tokyo. Lors du tournoi olympique, il joue six matchs, inscrivant deux buts contre la Corée du Sud. La Tchécoslovaquie s'incline en finale contre la Hongrie.

## Palmarès

### équipe de Tchécoslovaquie
- Jeux olympiques de 1964 :
  -  Médaille d'argent.

### Jednota Trenčín
- Championnat de Tchécoslovaquie :
  - Vice-champion : 1963.
- Coupe Mitropa :
  - Finaliste : 1966.